# NGC 7786
NGC 7786 (również PGC 72870 lub UGC 12842) – galaktyka spiralna (S), znajdująca się w gwiazdozbiorze Pegaza. Odkrył ją Édouard Jean-Marie Stephan 1 października 1883 roku.